# 1061 Paeonia
Az 1061 Paeonia (ideiglenes jelöléssel 1925 TB) a Naprendszer kisbolygóövében található aszteroida. Karl Wilhelm Reinmuth fedezte fel 1925. október 10-én.